# شفافية شركة
يصف مصطلح شفافية الشركة مدى إمكانية مراقبة أعمال الشركة من قبل الجهات الخارجية. وهذه الشفافية هي نتيجة اللوائح والمعايير المحلية ومجموعة المعلومات والخصوصية وسياسات الشركات المتعلقة باتخاذ القرارات في الشركة وانفتاح العمليات للعمال وأصحاب المصالح والمساهمين والعامة.
أدرجت ستاندرد آند بورز تعريفًا للشفافية في الشركات في منهجية جاما الخاصة بها يهدف إلى تحليل وتحديد حوكمة الشركات. وكجزء من هذا العمل، قامت «خدمات حوكمة ستاندرد آند بورز» بنشر مؤشر الشفافية الذي يعد متوسط التسجيل لأكبر الشركات العامة في عدد من البلدان. وتنشر منظمة الشفافية الدولية مؤشر الشفافية في الشركات الذي يعتمد على الكشف العلني عن برامج مكافحة الفساد وإعداد التقارير القُطرية للبلاد.
إضافة إلى أن شفافية الشركات تُستخدم للإشارة إلى الشفافية الأساسية في حوكمة الشركات.[بحاجة لمصدر]

## وصلات خارجية
- Transparency International report on corporate transparency
- GAMMA: An Introduction to Corporate Governance Scoring
- Journal of accounting research
- Corporate transparency
- CTI Index
- CTIScorecard2006
- Standard & Poor's Governance Scores